# 5939 Toshimayeda
5939 Toshimayeda è un asteroide della fascia principale. Scoperto nel 1981, presenta un'orbita caratterizzata da un semiasse maggiore pari a 2,7397763 UA e da un'eccentricità di 0,1402470, inclinata di 9,36016° rispetto all'eclittica.